# Victor Van Hemel
Michel Victor van Hemel (Antwerpen, 18 juli 1897 – 13 januari 1967) was een Belgisch violist en musicograaf.
Hij was zoon van muzikant Petrus van Hemel en Constantia Francisca van Craen. Hij is een neef van Oscar van Hemel, die in Nederland grotere bekendheid kreeg dan in België.
Hij kreeg zijn muziekopleiding aan het Koninklijk Vlaams Conservatorium in Antwerpen, waar hij met prijzen afstudeerde. Hij gaf vervolgens vioolrecitals veelal binnen de kamermuziek. Hij werd docent aan de Stedelijke Academie voor Muziek, Woord en Dans in Lier en later aan die van Turnhout.
Van zijn hand verscheen een ris boekwerkjes bij uitgeverij Cupido, waar hij zelf directeur van was:
- 1932: Muziekspeeltuigen
- 1933: Voorname Belgische toonkunstenaars uit de XVIIIe, XIXe en XXe eeuw
- 1935: Over muzikale opvoedkunde
- 1939: De viool, geschiedenis, bouw, vervaardigers, componisten, virtuozen, methodes
- 1938: De aspirant-orkestspeler
- 1942: De zangkunst
- 1945: Het orgel
- 1950: Over moderne muziek en componisten

- Library of Congress Control Number: no2007060448
- Nederlandse Thesaurus van Auteursnamen: 421437618
- Virtual International Authority File: 2246613
- WorldCat: E39PBJvHgVwvc8TxYyCWGJM9Dq